# Antonio Muñoz Molina
Antonio Muñoz Molina (Úbeda, 10 gennaio 1956) è uno scrittore e saggista spagnolo.

## Biografia
Dall'8 giugno 1995 è un membro della Real Academia Española. Attualmente vive a New York, dove dirige la sede locale dell'Instituto Cervantes. È marito della scrittrice Elvira Lindo.
Ha studiato giornalismo a Madrid e ha vissuto alcuni anni a Granada, dove ha insegnato storia dell'arte presso l'università. Diventò scrittore negli anni ottanta. Il suo primo libro, El Robinsón urbano, una collezione di suoi lavori giornalistici, fu pubblicato nel 1984. I suoi articoli furono regolarmente pubblicati sul quotidiano spagnolo El País e quello tedesco Die Welt.
Il suo primo romanzo, Beatus ille, fu pubblicato nel 1986. In questo lavoro caratterizza per la prima volta la città immaginaria di Mágina - una ricreazione di Úbeda, la sua città natale andalusa - che riapparità in alcuni suoi lavori successivi.
Nel 1987 Muñoz Molina ricevette il Premio Nazionale di Narrativa Spagnola per El invierno en Lisboa (tradotto come Inverno a Lisbona), un omaggio ai film noir e alla musica jazz.
Il suo El jinete polaco ricevette il Premio Planeta nel 1991 e di nuovo il Premio Nazionale di Narrativa nel 1992. Tra gli altri suoi romanzi si ricorda Beltenebros (1989), una storia di intrighi d'amore e di politica nel periodo dopo la Guerra Civile di Madrid, Los misterios de Madrid (1992), e El dueño del secreto (1994), Sefarad (2001).
La traduttrice in inglese di quest'ultimo romanzo, Margaret Sayers Peden, vinse il PEN/Book-of-the-Month Club Translation Prize nel 2004.

## Opere

### Narrativa
- Beatus ille (1986) - Passigli, 1999. ISBN 8836805655
- L'inverno a Lisbona (El invierno en Lisboa) (1987) - Feltrinelli, 1995. ISBN 8807700670
- Las otras vidas (1988)
- Beltenebros (1989) - Einaudi, 1992. ISBN 8806121324
- El jinete polaco (1991)
- I misteri di Madrid (Los misterios de Madrid) (1992) - Guida, 1998. ISBN 8871882962
- Niente dell'altro mondo (Nada del otro mundo) (1993) - Mondadori, 2004. ISBN 8804532475
- Il custode del segreto (El dueño del secreto) (1994) - Passigli, 1998. ISBN 8836804918
- Las apariencias (1995)
- Ardor guerrero (1995)
- La huerta del Edén (1996)
- Plenilunio (1997) - Mondadori, 1998. ISBN 8804444509
- La colina de los sacrificios (1998)
- Carlota Fainberg (1999) - Mondadori, 2001. ISBN 8804488565
- In assenza di Blanca (En ausencia de Blanca) (2001) - Passigli, 2002. ISBN 8836807135
- Sefarad: un romanzo di romanzi (Sefarad) (2001) - Mondadori, 2002. ISBN 8804504730
- La vida por delante (2002)
- El Salvador (2003)
- La poseída (2005)
- Il vento della luna (El viento de la Luna) (2006) - Mondadori, 2008. ISBN 9788804583820
- Días de diario (2007)
- La noche de los tiempos (2009)
- Como la sombra que se va (2014, Seix Barral), Premio Andalucía de la Crítica
- Tus pasos en la escalera (2019, Seix Barral)
- Un andar solitario entre la gente (2018)

### Saggistica
- La città dei califfi: Cordova tra favola e realtà (Córdoba de los Omeyas) (1991) - Feltrinelli, 1996. ISBN 8871081307
- La verdad de la ficción (1992)
- La realidad de la ficción (1993)
- Las apariencias (1995)
- La huerta del Edén: escritos y diatribas sobre Andalucía (1996)
- Destierro y destiempo de Max Aub (1996)
- Escrito en un instante (1997)
- Pura alegría (1998)

### Altro
- El Robinsón urbano (1984)
- Diario de Nautilus (1985)
- Por un trago de aguardiente (1999)
- Unas gafas de Pla (2000)
- La vida por delante (2002)
- Finestre di Manhattan (Ventanas de Manhattan. Diario de viaje) (2004) - Mondadori, 2006. ISBN 8804551003

## Premi e riconoscimenti
- 1986: Premio Ícaro di Letteratura per Beatus Ille.
- 1988: El invierno en Lisboa:
  - Premio Nazionale di Narrativa
  - Premio de la Crítica
- 1991: Premio Planeta per El jinete polaco.
- 1992: Premio nazionale di narrativa per El jinete polaco.
- 1995: Eletto membro della Real Academia Española.
- 1997: Premio Euskadi de Plata.
- 1998: Plenilunio:
  - Premio Femina Etranger per il miglior libro straniero pubblicato in Francia.
  - Premio Elle.
  - Premio Crisol.
- 2003:
  - Premio Mariano de Cavia per il suo articolo Lecciones de septiembre.
  - Premio González-Ruano per il suo articolo Los herederos.
- 2007: Dottore Honoris Causa presso l'Università di Jaén.
- 2015: Premio Andalucía de la Crítica per Como la sombra que se va .
- 2020: Prix Médicis étranger per Un andar solitario entre la gente.

## Citazione
- Leer es el único acto soberano que nos queda. ("La lettura è l'unico atto sovrano che ci rimane.")